# Dercetina blanchardi
Dercetina blanchardi là một loài bọ cánh cứng trong họ Chrysomelidae. Loài này được Allard miêu tả khoa học năm 1891.